# Гаплогруппа U1b2 (мтДНК)
Гаплогруппа U1b2 — гаплогруппа митохондриальной ДНК человека.

## Распространение

### Кавказ
Тюркоязычные народы
- Балкарцы — 3,4 % (235)
  - безенгиевцы — 5,3 %
  - малкарцы — 4,7 %
  - баксанцы — 4,5 %
  - чегемцы — 1,7 %
- Карачаевцы — 11,4 % (123)

## Палеогенетика

### Железный век
Пазырыкская культура
- BRE006.A0101 | Berel 2017_67A __ Берельские курганы __ Катон-Карагайский район, Восточно-Казахстанская область, Казахстан __ 4th-1st c. BCE-CE __ Ж __ U1b2 > U1b2d.[2]

### Средние века
Аварский каганат
- KD-16 | KDper16 __ Kaba-Dögös (grave 16) __ Хайду-Бихар, Северный Альфёльд, Венгрия __ VIII век __ М __ N1a1a1a1a4 / N-M2118/etc*(xM2103,A9408) # U1b2.[3]

Корельская земля
- Hiitola, Kylälahti Kalmistonmäki — Хийтола, Лахденпохский район, Карелия, Россия[4]
  - TU572 | Hiitola9 __ grave 91 __ 1295-1415 calAD (596±37 BP, Hela-4147) __ U1b2 > U1b2a.
  - TU678 | Hiitola13 __ grave 33 __ 1305-1435 calAD (549±34 BP, Hela-4144) __ U1b2 > U1b2a.

## Публикации
2019
- Джаубермезов М. А., Екомасова Н. В., Рейдла М., Литвинов С. С., Габидуллина Л. Р., Виллемс Р., Хуснутдинова Э. К. Генетическая характеристика балкарцев и карачаевцев по данным об изменчивости митохондриальной ДНК // Генетика. — 2019. — Т. 55, № 1. — С. 110—120.
- Översti S, Majander K, Salmela E; et al. (Ноябрь 2019). Human mitochondrial DNA lineages in Iron-Age Fennoscandia suggest incipient admixture and eastern introduction of farming-related maternal ancestry. Scientific Reports. 9 (1). doi:10.1038/s41598-019-51045-8. PMC 6858343. PMID 31729399. {{cite journal}}: Явное указание et al. в: |author= (справка)Википедия:Обслуживание CS1 (множественные имена: authors list) (ссылка)

2021
- Gnecchi-Ruscone GA, Khussainova E, Kahbatkyzy N; et al. (Март 2021). Ancient genomic time transect from the Central Asian Steppe unravels the history of the Scythians. Science Advances. 7 (13): eabe4414. doi:10.1126/sciadv.abe4414. PMC 7997506. PMID 33771866. {{cite journal}}: Явное указание et al. в: |author= (справка)Википедия:Обслуживание CS1 (множественные имена: authors list) (ссылка)

2022
- Maróti Z, Neparáczki E, Schütz O; et al. (Июль 2022). The genetic origin of Huns, Avars, and conquering Hungarians. Current Biology. 32 (13): 2858-2870.e7. doi:10.1016/j.cub.2022.04.093. PMID 35617951. {{cite journal}}: Явное указание et al. в: |author= (справка)Википедия:Обслуживание CS1 (множественные имена: authors list) (ссылка)